# MilkyWay@home
MilkyWay@home é um projeto voluntário de computação distribuída em astrofísica executado na plataforma Berkeley Open Infrastructure for Network Computing (BOINC). Usando o poder de computação extra de mais de 38.000 computadores executados por mais de 27.000 voluntários ativos Desde novembro de  2011, o projeto MilkyWay@home visa gerar modelos dinâmicos tridimensionais precisos de correntes estelares nas imediações da Via Láctea. Com SETI@home e Einstein@home, é o terceiro projeto de computação desse tipo que tem como objetivo primordial a investigação de fenômenos no espaço interestelar. Seu objetivo secundário é desenvolver e otimizar algoritmos para computação distribuída.

## Objetivo e projeto

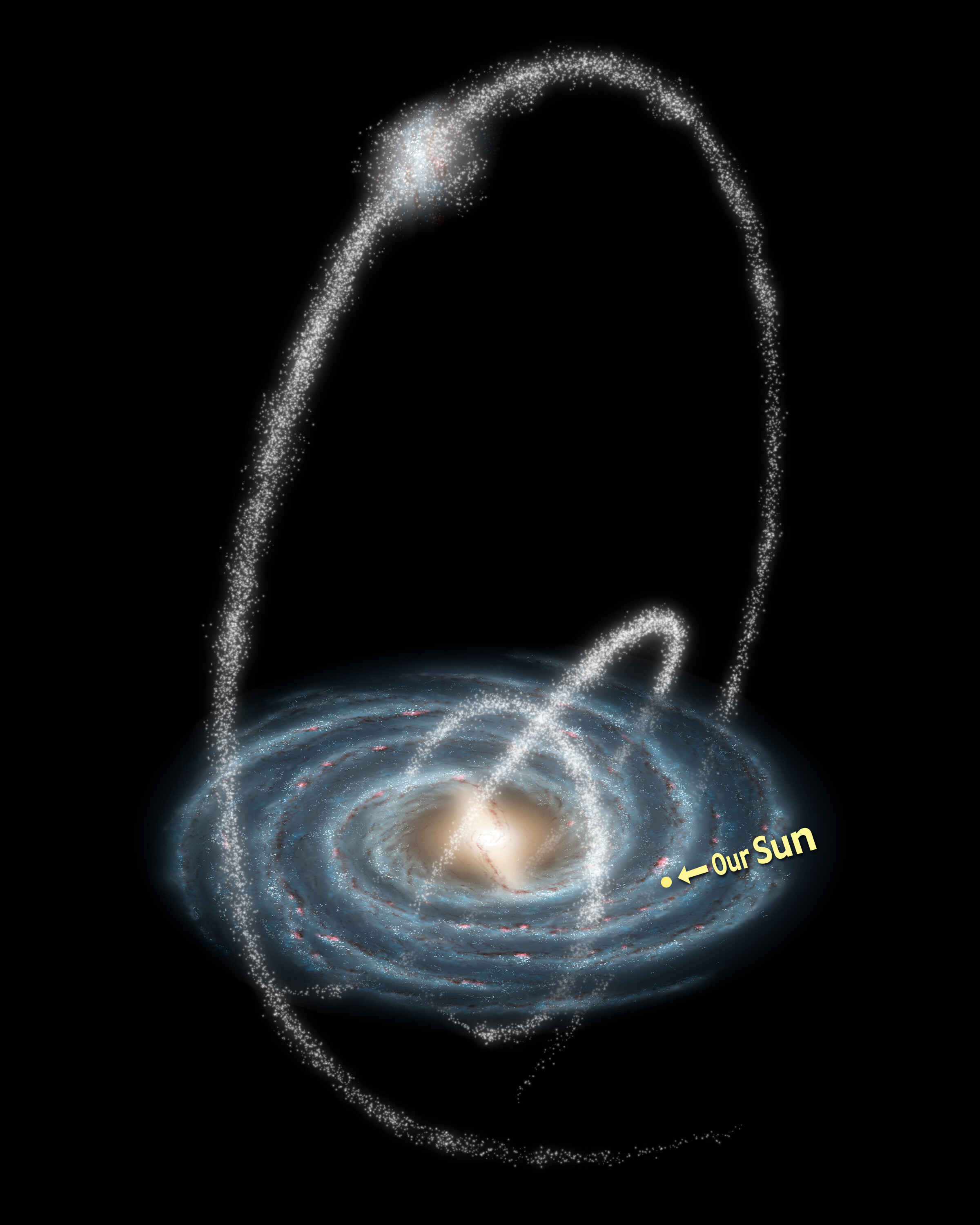
Starstreams de três pequenas galáxias circulando a galáxia maior (simulação)

MilkyWay@home é uma colaboração entre os departamentos de Ciência da Computação e Física, Física Aplicada e Astronomia do Instituto Politécnico Rensselaer e é apoiado pela US National Science Foundation. É operado por uma equipe que inclui a astrofísica Heidi Jo Newberg e os cientistas da computação Malik Magdon-Ismail, Bolesław Szymański e Carlos A. Varela.
Em meados de 2009, o principal interesse astrofísico do projeto está na Corrente de Sagitário, uma corrente estelar que emana da Galáxia Anã Esferoidal de Sagitário que penetra parcialmente no espaço ocupado pela Via Láctea e acredita-se que  estar em uma órbita instável ao seu redor, provavelmente após um encontro próximo ou colisão com a Via Láctea que a submeteu a fortes forças de maré galáctica. Espera-se mapear esses fluxos interestelares e suas dinâmicas com alta precisão  para fornecer pistas cruciais para a compreensão da estrutura, formação, evolução e distribuição do potencial gravitacional da Via Láctea e galáxias semelhantes. Também poderia fornecer informações sobre a questão da matéria escura. À medida que o projeto evolui, pode voltar sua atenção para outros fluxos de estrelas.
Usando dados do Sloan Digital Sky Survey, o MilkyWay@home divide os campos estelares em fatias de cerca de 2,5 graus. largura e aplica técnicas de separação probabilística de auto-otimização (ou seja, algoritmos evolucionários) para extrair os fluxos de maré otimizados. O programa então tenta criar uma nova cunha de estrelas uniformemente densa a partir da cunha de entrada, removendo fluxos de dados. Cada fluxo removido é caracterizado por seis parâmetros: porcentagem de estrelas no fluxo; a posição angular na faixa; os três componentes espaciais (dois ângulos, mais a distância radial da Terra) definindo o cilindro removido; e uma medida de largura. Para cada pesquisa, o aplicativo do server mantém o controle de uma população de estrelas individuais, cada uma das quais é anexada a um possível modelo da Via Láctea.

## Detalhes e estatísticas do projeto
MilkyWay@home está ativo desde 2007 e aplicativos cliente otimizados para sistemas operacionais de 32 e 64 bits ficaram disponíveis em 2008. Sua capacidade de proteção de tela é limitada a uma exibição rotativa das estatísticas BOINC dos usuários, sem nenhum componente gráfico. Em vez disso, as animações das melhores simulações de computador são compartilhadas pelo YouTube.
As unidades de trabalho que são enviadas aos clientes costumavam exigir apenas 2 a 4 horas de computação em CPUs modernas, no entanto, foram programadas para conclusão com um prazo curto (normalmente, três dias). No início de 2010, o projecto enviava diariamente unidades muito maiores que levam de 15 a 20 horas de tempo de computação no núcleo médio do processador e são válidas por cerca de uma semana a partir de um download. Isso tornou o projeto menos adequado para computadores que não estão em operação por períodos de vários dias ou para contas de usuários que não permitem que o BOINC calcule em segundo plano. A partir de 2018, muitas tarefas baseadas em GPU exigem apenas menos de um minuto para serem concluídas em uma placa gráfica de última geração.
O progresso da taxa de transferência de dados do projeto tem sido muito dinâmico recentemente. Em meados de junho de 2009, o projeto contava com cerca de 24.000 usuários cadastrados e cerca de 1.100 equipes participantes em 149 países e operava a 31,7 Tera FLOPS. Desde 12 de janeiro de  2010 , esses números eram de 44.900 usuários e 1.590 equipes em 170 países, mas o poder de computação médio saltou para 1.382 TFlops, o que colocaria MilkyWay@home em segundo lugar na lista TOP500 de supercomputadores. MilkyWay@home está atualmente o 2º maior projeto de computação distribuída atrás do Folding@Home, que ultrapassou 5.000 TFlops em 2009.
Essa taxa de transferência de dados ultrapassou massivamente a aquisição de novos usuários se deve principalmente à implantação de software cliente que usa unidades de processamento gráfico (GPUs) de médio e alto desempenho comumente disponíveis para operações numéricas em ambientes Windows e Linux. O código MilkyWay@home CUDA para uma ampla gama de GPUs Nvidia foi lançado pela primeira vez no diretório de lançamento de código do projeto em 11 de junho de 2009, após lançamentos experimentais no fork MilkyWay@home (GPU) do projeto. Um aplicativo OpenCL para GPUs AMD Radeon também está disponível e atualmente supera o aplicativo de CPU.  Por exemplo, uma tarefa que requer 10 minutos usando uma GPU Radeon HD 3850 ou 5 minutos usando uma GPU Radeon HD 4850, requer 6 horas usando um núcleo de um processador AMD Phenom II a 2,8 GHz. 
MilkyWay@home é um projeto gridcoin na lista de permissões. É o segundo maior fabricante de gridcoins.

## Resultados científicos
Grandes partes do projeto MilkyWay@home baseiam-se na tese de Nathan Cole e foram publicadas no The Astrophysical Journal. Outros resultados foram apresentados em vários congressos de astrofísica e computação.